# Cuxhaven
Cuxhaven é uma cidade portuária na Baixa Saxónia localizada no norte da Alemanha. É a capital do distrito com o mesmo nome.
Está situada na costa do Mar do Norte, na foz do rio Elba. Cuxhaven tem uma costa de 14 km (leste - oeste) por 7 km (norte - sul).
Cuxhavem possui um importante ponto de pesca e de registo naval para Hamburgo e o canal de Kiel. A indústria turística é também importante: trata-se de um popular local de férias no Mar do Norte. Cuxhaven é uma cidade relativamente recente: tornou-se cidade a 15 de Março de 1907. Durante mais de seiscentos anos, até 1937, Cuxhaven pertenceu a Hamburgo. A ilha de Neuwerk, a noroeste da cidade, é ainda uma dependência de Hamburgo.
Um dos símbolos da cidade é um farol; o monumento em madeira na foz do Rio Elba (Kugelbake) é outro dos símbolos da cidade, encontrando-se representado no seu brasão.
Cuxhaven é uma cidade geminada com Ílhavo, no distrito de Aveiro, em Portugal.